# Polygrammodes sanguiguttalis
Polygrammodes sanguiguttalis là một loài bướm đêm trong họ Crambidae.